# Beatrix Schuba
Beatrix (Trixi) Schuba (Wenen, 15 april 1951) is een Oostenrijks voormalig kunstschaatsster. Ze nam deel aan twee Olympische Winterspelen: Grenoble 1968 en Sapporo 1972. De tweevoudig wereld- en Europees kampioene werd in 1972 olympisch kampioen.

## Biografie
Trixi Schuba was vier toen ze begon met kunstschaatsen. Haar ouders hadden een houthandel in Wenen, maar op haar elfde overleed haar vader en moest zij haar moeder met het werk helpen. In de avonduren volgde ze een opleiding aan de handelsschool en in de ochtend kreeg ze schaatslessen. Schuba was van 1967 tot en met 1972 nationaal kampioen kunstschaatsen bij de vrouwen. Ze won bij de Europese kampioenschappen achtereenvolgens de bronzen (1968, 1969), de zilveren (1970) en - nadat Gabriele Seyfert was gestopt - de gouden medaille (1971, 1972). Verder was ze tweede bij de wereldkampioenschappen in 1969 en 1970 (na Seyfert), en won ze de titel in 1971 en 1972. Schuba was erg sterk in het onderdeel verplichte figuren, wat destijds hoger werd beoordeeld in het eindresultaat dan de vrije kür. Hierin was ze relatief gezien zwak. Het verschil in beoordeling tussen de twee onderdelen werd in 1972 duidelijk tijdens de Olympische Winterspelen in Sapporo. Schuba domineerde bij de verplichte figuren, terwijl de Amerikaanse Janet Lynn met afstand eerste werd in de vrije kür. Schuba werd olympisch kampioene, Lynn werd derde.
Na haar olympische overwinning beëindigde Schuba haar sportieve carrière. Vlak hierna werd de korte kür geïntroduceerd, dat haar kansen op een plek op het podium zeer waarschijnlijk zou hebben verkleind. Ze nam de zes jaren erna als professioneel schaatser deel aan de ijsshows Ice Follies en Holiday on Ice. In 1979 stopte ze hiermee en kreeg ze een baan in het verzekeringswezen.
Daarnaast was ze actief voor diverse sportorganisaties in Oostenrijk. Zo was ze van 2002 tot 2006 voorzitter van de Oostenrijkse kunstschaatsbond en was ze van 2004 tot 2009 lid van het Oostenrijkse olympisch comité.

## Belangrijke resultaten
| Kampioenschap           | 66/67 | 67/68 | 68/69  | 69/70  | 70/71 | 71/72 |
| ----------------------- | ----- | ----- | ------ | ------ | ----- | ----- |
| Olympische Spelen       |       | 5e    |        |        |       | Goud  |
| Wereldkampioenschap     | 9e    | 4e    | Zilver | Zilver | Goud  | Goud  |
| Europees kampioenschap  | 5e    | Brons | Brons  | Zilver | Goud  | Goud  |
| Nationaal kampioenschap | Goud  | Goud  | Goud   | Goud   | Goud  | Goud  |

1908: Madge Syers ·
1920: Magda Julin ·
1924: Herma Plank-Szabo ·
1928: Sonja Henie ·
1932: Sonja Henie ·
1936: Sonja Henie ·
1948: Barbara Ann Scott ·
1952: Jeannette Altwegg ·
1956: Tenley Albright ·
1960: Carol Heiss ·
1964: Sjoukje Dijkstra ·
1968: Peggy Fleming ·
1972: Beatrix Schuba ·
1976: Dorothy Hamill ·
1980: Anett Pötzsch ·
1984: Katarina Witt ·
1988: Katarina Witt ·
1992: Kristi Yamaguchi ·
1994: Oksana Bajoel ·
1998: Tara Lipinski ·
2002: Sarah Hughes ·
2006: Shizuka Arakawa ·
2010: Kim Yuna ·
2014: Adelina Sotnikova ·
2018: Alina Zagitova ·
2022: Anna Sjtsjerbakova
- Gemeinsame Normdatei: 1061586960
- International Standard Name Identifier: 0000 0004 4458 9320
- Library of Congress Control Number: n97857620
- Nationale Bibliotheek van Tsjechië: xx0230842
- Virtual International Authority File: 18981076
- WorldCat: E39PBJckTXVqvh9hbd99Y8rpfq